# 俺物語！！
《俺物語!!》是河原和音原作、或子負責漫畫繪製的日本漫畫作品，於集英社《別冊瑪格麗特》連載。

## 概要
2011年以短篇方式（正篇第1話）在《別冊瑪格麗特Sister》（《別冊瑪格麗特》2011年11月增刊號）發表因獲得好評，之後從《別冊瑪格麗特sister》轉移至姊妹誌《別冊瑪格麗特》2012年1月號發表續篇（正篇第2話），其後正式連載化，至2016年8月號完結。單行本全13冊。
2012年被日販“這一卷很酷！Fair”對象銘柄。曾獲得「第1屆漫畫秋100」和2013年版「這本漫畫真厲害！」女生篇的第1名。並在2013年與2016年分別榮獲講談社少女部門漫畫獎、第61回小學館少女向部門漫畫獎。
2014年11月宣布決定製作電視動畫，於2015年4月至9月在日本電視網首播。
2015年5月發行的《別冊瑪格麗特》6月號表示決定製作真人電影，同年10月31日公開上映。

## 故事大綱
剛田猛男是個身材魁梧、個性耿直，受同性愛戴，但受異性反感的高一生，他喜歡的女生全都喜歡上他的帥哥同年玩伴砂川誠。某天，猛男在電車上解救了受變態騷擾的女高中生大和凜子，隔天帶著謝禮來訪的凜子她的行為讓猛男誤以為凜子對誠抱持好感，並決定要撮合凜子和誠……結果猛男發現愛上凜子的校園戀愛喜劇。

## 登場人物
同時出現兩種版本的演員時，左邊是動畫的配音員；右邊是真人電影的演員。

### 主要人物
剛田猛男（聲：日本：江口拓也、花藤蓮（幼少）／台灣：梁興昌、待查（幼少）；演：鈴木亮平、富田海人（幼少））
1月1日生。身高2m，體重120kg（估計）身高遺傳到爸爸，長相遺傳到媽媽。集英高中一年級，力氣大、擅長運動但不會識人。有點鈍感、擁有一顆純粹的心。個性耿直，正義感十足見到有困難的人會反射性的幫忙。
長相兇狠，卻富有正義感，曾因為蹲守校園附近不良人物反而因為猙獰面目被當做不良少年被警察帶走。雖然沒有異性緣但在男生之間很有人氣。從以前到現在暗戀過的女孩子通通都會喜歡上他的死黨砂川誠。对凛子一见钟情，與凜子交往中。
在高三因凛子全家因公事被調遣西班牙時一度陷入迷茫想與凛子分開一段時間，但是被砂川揍了一拳後醒悟，後來與凛子、砂川讀同一所大學。
大和凜子（聲：日本：潘惠美／台灣：林美秀；演：永野芽郁）
6月15日生。小泉女學園一年級。個性天然、感性。猛男稱呼其為「大和」。在電車上遭到變態騷擾被猛男解救。开始喜欢着猛男，却被猛男误会自己喜欢砂川诚。小时候去山洞里面玩，遇到了捉甲虫而进入山洞的猛男。两人牵着手走出了黑暗的山洞，猛男在出山洞之前拼命救了差点掉入坑洞中的大和一命，因此在大和心中留下强烈印象。
擅於製作點心，並經常做餅乾跟蛋糕送給猛男當禮物，與猛男交往中。在高三因為父親被調遣去西班牙與猛男分開一段時間，最後與猛男、砂川在同一所大學就讀。
砂川誠（聲：日本：島崎信長、寺崎裕香（幼少）／台灣：蔣鐵城、萬萬（幼少）；演：坂口健太郎、堀越太耀（幼少））
9月13日生。集英高中一年級。猛男的好友，也是從三歲就結識的同年玩伴。猛男稱呼其為「砂（すな）」。個性冷淡，對周遭事物抱持著不關心的態度。外表帥氣從小就相當受女生歡迎，對於在背後說猛男壞話的女生非常反感（唯獨西城和天海是沒有批評過猛男的女生，因此而沒有討厭她們）。基本上對女生也都抱持著不關心的態度，對曾說過猛男很帥氣的凜子有著好印象。
猛男和凜子能有情人成眷屬也是有他不少的幫助。认为看着朋友幸福，自己也能够幸福。对人对物都很温柔，几乎有通杀任何年龄女人的魅力。被天海悠纪华告白，但最终还了天海悠纪华十年的礼物，说了一声“对不起”。
在猛男因感情陷入迷茫時唯一一個敢揍猛男的人，但此舉也嚇壞來勸說猛男的好友們，最後與猛男、凛子讀同一所大學。

### 家人與親族
砂川愛（聲：日本：井上喜久子／台灣：鄭郁欣）
誠的姐姐。名古屋咲櫻大學一年級。从小就照顾着刚田猛男，冈田猛男曾说自己没有姐姐，但是知道有姐姐是什么感觉。小學時在被同學嘲笑時，因為猛男稱讚的話語而喜歡猛男。美人，外貌还给人优雅的感觉。在学校中行为粗鲁，但在织田隼人危机时帮助他，而成为织田隼人的女神。刚出现便表示喜欢刚田猛男，和刚田猛男呆在一起时，很容易脸红，完全不像姐姐。
后织田隼人的猛烈追求让她的心动摇，之后被织田隼人吐露心声，并被强吻，然后在礼堂中明白自己的心意。穿着婚纱追到了机场，说自己希望织田隼人留下来。在知道织田隼人的离去是一次赌博后，给了他几拳。
剛田百合子（聲：日本：青木和代／台灣：待查；演：鈴木砂羽）
猛男的母親。舊姓竹中，40岁。为人热心无比，哪怕怀孕不由自主地也要帮助他人。猛男的超级老好人性格继承于妈妈。女强人，身体强壮，哪怕怀孕依旧要做家务。现在诞有一女。
剛田豐（聲：日本：玄田哲章／台灣：蔣鐵城；演：寺脇康文）
猛男的父親。總是笑臉迎人。年轻时是个帅哥。因为欣赏剛田百合子的性格而追求她，并与之结婚。
剛田真希
比猛男小16歲的妹妹。2月3日生。
砂川的母親（聲：日本：大原沙耶香／台灣：孫欣瑜）
砂川誠的母親。
大和的父親
大和的母親
大和範子
凜子的妹妹。比凜子小3歲。外表很像凜子，但個性與凜子相反是個開朗活潑的女孩。與她的父母親一樣，對猛男的事情充滿好奇。有一個男友，從小學2年級開始交往。

### 朋友與同學
織田隼人（聲：日本：浪川大輔／台灣：林正騏）
咲櫻大學一年級。愛的友人。性格開朗並擅長社交。喜歡愛。父亲在印度工作。从第一次告白后，告白几乎成为了每天的必修课。曾经威胁砂川爱向刚田猛男告白，好让她结束自己的感情，与他开始第二段感情。但最后失败。漫画三十和三十一话，略微心急的织田隼人向砂川爱表露心声，并强吻砂川爱。刚田猛男给了他一拳，并说这样并非真男人所为。后向砂川爱说明自己会去印度。其实是一次赌博，现与砂川爱走到一起。
天海悠紀華（聲：日本：茅野愛衣／台灣：萬萬）
留著及肩短髮並戴著眼鏡的女孩子。猛男與砂川幼稚園的同學。注重禮儀，與他人交談時都會使用敬語。在幼稚園某次躲避球比賽中被砂川保護後就喜歡上了砂川。起初憧憬着砂川诚，模仿他开始读书。每一年情人节都会给诚送巧克力和不记名地loveletter，像跟踪狂一样注视着诚达到十年的程度。
栗原修（聲：日本：榎木淳彌／台灣：林正騏；演：健太郎）
猛男與誠的友人。特徵是頂著爆炸頭，常常和班里的男生与大和的朋友们联谊，在去过溜冰场之后，要到山崎菜菜子的邮件地址，看了一场电影。后以自己独特的方式向菜菜子证明，自己虽然胆小，但还是有为爱冒险的勇气而告白成功。喜歡菜菜子，後來與菜菜子交往。
山崎菜菜子（聲：日本：北川里奈／台灣：萬萬；演：森高愛）
凜子的友人。特徵是留一頭短髮。起初對猛男非常反感，因大樓火災受到他的幫助，便對他改觀。喜歡栗原修，後來與栗原交往。
步（聲：日本：畑中萬里江）
凜子的友人。特徵是綁著辮子。與菜菜子一樣起初對猛男非常反感，因大樓火災受到他的幫助，便對他改觀。
佐藤（聲：日本：中原麻衣／台灣：待查）
猛男在初中時代喜歡的女孩，與猛男一起在印刷委員會做事。初中的畢業典禮上表示喜歡砂川然後想跟砂川告白但被拒絕，原因是她在背後批評了猛男。後來在電車上遭跟蹤狂糾纏被猛男解救再見面。隔天，在便利超商被電車上遇到的跟蹤狂纏上，最後向猛男求救將之撃退。
西城麻里亞（聲：日本：前田玲奈／台灣：孫欣瑜）
猛男與誠的同學。可爱的女孩子，有一好身材。不擅長運動，體育祭時，因为瑞典式接力跑比赛赛第三棒的同学脚扭伤了，因為猜拳輸掉成为了替补而在接力賽出賽。由於自覺跑得很慢，所以一開始逃避練習，但在與猛男一同練習的過程中開始有了自信，並逐漸喜歡上猛男。
在紧张时会肚子疼。为了好名次接受刚田猛男的训练，意外地在猛男的追逐下跑得很快。正式比赛时失误，但因为猛男的鼓励和不放弃的决心，而努力将接力棒交到猛男手上。以恐怖的运动神经反转劣势夺得第一的猛男，吸引着麻里亚。
在鸡舍前向刚田猛男告白，但是因为害羞说成“喜欢你的人品”，而成为猛男的徒弟。诚看到她脚步轻快地走出校门。第二次在教室里告白，但心情坚一的猛男拒绝了她。之后决定以更轻松的心情去等待下一次爱情。因為沒有在背後講猛男的壞話也讓砂川認為是個好女孩。

### 其他人物
一之瀬光基（聲：日本：福山潤／台灣：張騰）
凜子打工處的糕點師，21歲。長得很帥。很有錢。很會做糕點，曾在糕點比賽中取得金獎。但是糕点店中的女员工都认为他不靠谱，所以曾经告诉过大和凛子不要听信他的话。后来以为凜子喜欢上他，注视着凜子，喜欢上凜子。并且因为凜子，糕点上的灵感涌现。在知道凜子有男朋友后，曾向刚田猛男说只有自己配得上凜子。在比赛过后向凜子告白，称她是他的女神，但遭到拒绝。

## 出版書籍

### 漫畫
- 河原和音（原作） & 或子（作畫）《俺物語！！》， 集英社《Margaret Comics（日语：マーガレットコミックス）》，全14冊。

| 冊數 | 集英社         | 集英社                 | 東立出版社     | 東立出版社             |
| 冊數 | 發售日期       | ISBN                   | 發售日期       | ISBN                   |
| ---- | -------------- | ---------------------- | -------------- | ---------------------- |
| 1    | 2012年3月23日  | ISBN 978-4-08-846756-6 | 2013年7月5日   | ISBN 978-986-332-124-8 |
| 2    | 2012年8月24日  | ISBN 978-4-08-846817-4 | 2013年12月25日 | ISBN 978-986-332-125-5 |
| 3    | 2013年2月25日  | ISBN 978-4-08-846896-9 | 2015年7月31日  | ISBN 978-986-332-126-2 |
| 4    | 2013年8月28日  | ISBN 978-4-08-845086-5 | 2016年9月23日  | ISBN 978-986-337-214-1 |
| 5    | 2014年2月25日  | ISBN 978-4-08-845169-5 | 2024年6月27日  | ISBN 978-986-348-486-8 |
| 6    | 2014年6月13日  | ISBN 978-4-08-845229-6 |                |                        |
| 7    | 2014年11月13日 | ISBN 978-4-08-845295-1 |                |                        |
| 8    | 2015年3月25日  | ISBN 978-4-08-845362-0 |                |                        |
| 9    | 2015年6月25日  | ISBN 978-4-08-845401-6 |                |                        |
| 10   | 2015年10月13日 | ISBN 978-4-08-845465-8 |                |                        |
| 11   | 2016年2月25日  | ISBN 978-4-08-845526-6 |                |                        |
| 12   | 2016年5月25日  | ISBN 978-4-08-845578-5 |                |                        |
| 13   | 2016年9月23日  | ISBN 978-4-08-845638-6 |                |                        |
| 14   | 2024年4月24日  | ISBN 978-4-08-844898-5 |                |                        |

### 小說
- 原作：河原和音、著者：下川香苗 《俺物語！！》 集英社〈Cobalt文庫〉，全2冊

| 冊數 | 集英社        | 集英社                 |
| 冊數 | 初版發售日期  | ISBN                   |
| ---- | ------------- | ---------------------- |
| 1    | 2013年3月1日  | ISBN 978-4-08-601711-4 |
| 2    | 2013年10月1日 | ISBN 978-4-08-601760-2 |

- 原作：河原和音、著者：神埜明美 《電影小說 俺物語！！》 〈集英社Orange文庫（日语：集英社オレンジ文庫）〉，全1冊

| 冊數 | 集英社        | 集英社                 |
| 冊數 | 初版發售日期  | ISBN                   |
| ---- | ------------- | ---------------------- |
| 1    | 2015年9月18日 | ISBN 978-4-08-680040-2 |

- 原作：河原和音、著者：松田朱夏 《俺物語！！電影小說 未來文庫版》 〈集英社未來文庫（日语：集英社みらい文庫）〉，全1冊

| 冊數 | 集英社        | 集英社                 |
| 冊數 | 初版發售日期  | ISBN                   |
| ---- | ------------- | ---------------------- |
| 1    | 2015年10月5日 | ISBN 978-4-08-321289-5 |

### 單行本未収錄作品
- 俺物語！！番外篇（《別冊瑪格麗特sister（日语：別冊マーガレット）》2015年11月增刊號 秋Fes02）

## 電視動畫
2015年4月至9月在日本電視網播出。全24話。另外中部地方的播出電視台不是日本電視網旗下的中京電視台，而是東京電視網的愛知電視台。同年8月20日於日本電視台播出的集數（第20話）曾創下3.4％在深夜時段異例的高收視率。

### 製作人員
- 原作：或子／河原和音（集英社《別冊瑪格麗特》連載）
- 導演：淺香守生
- 劇本統籌：高橋奈津子
- 人物設定、總作畫監督：濱田邦彥
- 美術監督：一色美緒
- 色彩設計：大野春惠
- 設定協力：香月邦夫、金錦樹、玉木李枝、河田泉
- 攝影監督：荒幡和也
- 3DCG總監：福士直也
- 特殊效果：
- 剪輯：木村佳史子
- 音響監督：大熊昭、浦上靖之（日语：浦上靖之）
- 音樂：S.E.N.S. Project
- 音樂製作人：千石一成、渡邊一博
- 製作人：直塚弘二朗→桐本篤→中谷敏夫（日语：中谷敏夫）、稻毛弘之、池田慎一、興野裕之→稗田晉、篠崎真哉
- 動畫製作人：服部優太
- 動畫製作：MADHOUSE
- 製作：「俺物語！！」製作委員會（日本電視台、VAP、集英社、NTVM（日语：日本テレビ音楽））

### 主題曲
片頭曲「Answer」
作詞：神田沙也加，作曲：神田沙也加、Billy，編曲：Billy，歌：TRUSTRICK
第24話當作片尾曲使用。
片尾曲
作詞：ISATO，作曲：Daiki，編曲、歌：LOCAL CONNECT
第24話未使用。

### 各話列表
日文標題統一以『俺～』（剛田猛男的預告回合）、『～』（砂川誠的預告回合）、『～』（大和凜子的預告回合）表示（三項中文都譯作『我的～』）。
| 話數   | 日文標題 | 中文標題       | 劇本       | 分鏡                       | 演出                       | 作畫監督                                                                                     | 原作話                               | 首播日期      |
| ------ | -------- | -------------- | ---------- | -------------------------- | -------------------------- | -------------------------------------------------------------------------------------------- | ------------------------------------ | ------------- |
| 第1話  |          | 我的故事       | 高橋奈津子 | 淺香守生                   | 渡邊琴乃                   | 香月邦夫、濱田邦彥                                                                           | 第1話                                | 2015年 4月8日 |
| 第2話  |          | 我的戀愛       | 高橋奈津子 | 渡邊琴乃                   | 島崎奈奈子                 | 岩岡優子                                                                                     | 第1話                                | 4月15日       |
| 第3話  |          | 我的藍鬼       | 高橋奈津子 | 細川秀樹                   | 細川秀樹                   | 玉木李枝、若月愛子                                                                           | 第1話、第10話附錄                    | 4月22日       |
| 第4話  |          | 我的男友       | 高橋奈津子 | 高橋亨                     | 淵上真                     | 河田泉、濱田邦彥                                                                             | 第3話                                | 4月29日       |
| 第5話  |          | 我很遲鈍       | 高木聖子   |                            | 羽原久美子                 | 松本文男、岩岡優子 牧野望、島田賢志                                                          | 第2話                                | 5月6日        |
| 第6話  |          | 我的願望       | 高木聖子   | 坂田純一                   | 田中智也                   | 菅野智之                                                                                     | 第2話                                | 5月13日       |
| 第7話  |          | 我的力量       | 高木聖子   | 渡邊琴乃                   | 渡邊琴乃                   | 香月邦夫、若月愛子 櫻井邦彥                                                                  | 第4話                                | 5月20日       |
| 第8話  |          | 我的朋友       | 高橋奈津子 | 牛嶋新一郎                 | 島崎奈奈子                 | 松本文男、岩岡優子                                                                           | 第5話                                | 5月27日       |
| 第9話  |          | 我與朋友       | 高橋奈津子 | 細川秀樹                   | 細川秀樹                   | 玉木李枝、河田泉 金錦樹                                                                      | 第6話                                | 6月3日        |
| 第10話 |          | 我的高山       | 高木聖子   | 佐山聖子                   | 倉谷涼一                   | 橫田和彥、山下敏成                                                                           | 第7話                                | 6月10日       |
| 第11話 |          | 我的大海       | 高木聖子   |                            | 島崎奈奈子                 | 松本文男、岩岡優子 櫻井邦彥                                                                  | 第8話                                | 6月17日       |
| 第12話 |          | 我的偏差值     | 高橋奈津子 | 佐山聖子                   | 淵上真                     | 垪和等、高田晴仁                                                                             | 第10話                               | 6月24日       |
| 第13話 |          | 今天是我的驕傲 | 高木聖子   | 坂田純一                   | 長濱亘彥                   | 菅野智之、竹島照子 浦田瞳、纐纈真澄 重內悠希                                                 | 第9話部份 第11話                     | 7月1日        |
| 第14話 |          | 我的魔咒       | 高木聖子   | 渡邊琴乃                   | 渡邊琴乃                   | 香月邦夫、若月愛子 櫻井邦彥                                                                  | 第12話                               | 7月8日        |
| 第15話 |          | 我的女友       | 高橋奈津子 | 島崎奈奈子                 | 島崎奈奈子                 | 松本文男、岩岡優子                                                                           | 第13話、第14話                       | 7月15日       |
| 第16話 |          | 我的弟子       | 高橋奈津子 | 高橋亨                     | 細川秀樹 migmi             | 河田泉、玉木李枝 垪和等、香月邦夫 若月愛子、兼森義則                                         | 第15話、第16話                       | 7月22日       |
| 第17話 |          | 我的聖誕節     | 高木聖子   | 佐山聖子                   | 水本葉月 橫田一平          | 中原清隆、鈴木奈都子 宮崎里美、柴田篤史 松尾真彥、馬場一樹 安達祐輔、小山奈穗 安田祥子、川畑 | 第17話                               | 7月29日       |
| 第18話 |          | 我的生日       | 高木聖子   | 坂田純一                   | 島崎奈奈子                 | 松本文男、岩岡優子 櫻井邦彥                                                                  | 第18話                               | 8月5日        |
| 第19話 |          | 我的老媽       | 高橋奈津子 | 淵上真                     | 淵上真                     | 兼森義則、垪和等 河田泉、玉木李枝                                                            | 第19話、第20話                       | 8月12日       |
| 第20話 |          | 我的巧克力     | 高木聖子   | 佐山聖子                   | 高橋亨 長濱亘彥            | 福世孝明、松本文男 竹島照子、纐纈真澄 重內悠希                                               | 第21話                               | 8月19日       |
| 第21話 |          | 我與信         | 高橋奈津子 | 渡邊琴乃                   | 渡邊琴乃                   | 香月邦夫、若月愛子 櫻井邦彥                                                                  | 第22話、第23話 第24話                | 8月26日       |
| 第22話 |          | 給我的信       | 高木聖子   | 高橋亨                     | 島崎奈奈子                 | 松本文男、福世孝明 岩岡優子                                                                  | 第25話、第26話                       | 9月2日        |
| 第23話 |          | 我的春假       | 高木聖子   | 坂田純一                   | 高橋亨                     | 兼森義則、垪和等 櫻井邦彥、香月邦夫 若月愛子                                                 | 第30話、第31話 第32話                | 9月9日        |
| 第24話 |          | 我的心意       | 高橋奈津子 | 細川秀樹 渡邊琴乃 淺香守生 | 細川秀樹 渡邊琴乃 淺香守生 | 玉木李枝、河田泉 香月邦夫、櫻井邦彥 松本文男、兼森義則 若月愛子、垪和等                      | 第32話、第33話 第34話部分 第27話部分 | 9月23日       |

### 播放單位
日本深夜動畫：下文記載的日本国内播放時間使用日本標準時間（UTC+9）表示。因為部分時間标识會採用30小时制，因此請留意这类超过24:00的时间，其實際播放時間為翌日清晨。
| 播放地區   | 播放電視台     | 播放日期                                           | 播放時間（UTC+9）                                                             | 所屬聯播網 | 備註                 |
| ---------- | -------------- | -------------------------------------------------- | ----------------------------------------------------------------------------- | ---------- | -------------------- |
| 關東廣域圈 | 日本電視台     | 2015年4月8日－9月23日                              | 星期三 25時29分－25時59分                                                     | 日本電視網 | 製作局               |
| 愛知縣     | 愛知電視台     | 2015年4月14日－9月29日                             | 星期二 27時05分－27時35分                                                     | 東京電視網 | －                   |
| 日本全國   | BS日本         | 2015年4月15日－9月30日                             | 星期三 26時30分－27時00分                                                     | 日本電視網 | －                   |
| 宮城縣     | 宮城電視台     | 2015年4月17日－10月2日                             | 星期五 25時57分－26時27分                                                     | 日本電視網 | －                   |
| 靜岡縣     | 靜岡第一電視台 | 2015年4月22日－10月7日                             | 星期三 26時04分－26時34分                                                     | 日本電視網 | －                   |
| 愛媛縣     | 南海放送       | 2015年5月1日－9月25日 2015年10月3日 2015年10月17日 | 星期五 25時57分－26時27分 星期六 27時35分－28時05分 星期六 27時15分－27時45分 | 日本電視網 | －                   |
| 長野縣     | 信州電視台     | 2015年5月7日－10月22日                             | 星期四 26時14分－26時44分                                                     | 日本電視網 | －                   |
| 日本全國   | 日視PLUS       | 2015年5月8日－10月23日                             | 星期五 25時00分－25時30分                                                     | 日本電視網 | 有重播               |
| 廣島縣     | 廣島電視台     | 2015年5月13日－11月3日                             | 星期三 25時59分－26時29分                                                     | 日本電視網 | －                   |
| 長崎縣     | 長崎國際電視台 | 2015年5月30日－11月20日                            | 星期六 25時35分－26時05分                                                     | 日本電視網 | －                   |
| 北海道     | 札幌電視台     | 2015年7月3日－12月11日                             | 星期五 26時02分－26時32分                                                     | 日本電視網 | －                   |
| 栃木縣     | 栃木電視台     | 2015年10月6日－2016年3月29日                       | 星期二 23時30分－24時00分                                                     | 獨立局     | 栃木縣境內實質再放送 |
| 千葉縣     | 千葉電視台     | 2016年1月1日－6月10日                              | 星期五 24時00分－24時30分                                                     | 獨立局     | 千葉縣境內實質再放送 |
| 山梨縣     | 山梨放送       | 2016年10月18日－2017年3月28日                      | 星期二 25時25分－25時55分                                                     | 日本電視網 | －                   |
| 福島縣     | 福島中央電視台 | 2017年2月18日－8月5日                              | 星期六 26時10分－26時40分                                                     | 日本電視網 | －                   |

| 刊登期間               | 更新時間                                                       | 刊登網站     | 備註                                        |
| ---------------------- | -------------------------------------------------------------- | ------------ | ------------------------------------------- |
| 2015年4月5日－9月25日  | 星期六 24時00分－24時30分 星期五 23時00分－23時30分（第2話起） | niconico直播 | 第1話先行上架實施                           |
| 2015年4月8日－9月30日  | 星期三 24時00分 更新                                           | 日視OnDemand | 實施先行發佈                                |
| 2015年4月8日－9月30日  | 星期三 24時00分 更新                                           | Hulu         | 實施先行發佈                                |
| 2015年4月10日－10月2日 | 星期五 12時00分 更新                                           | niconico頻道 | 第1話免費，第2話起需付費                    |
| 2015年4月10日－10月2日 | 星期五 12時00分 更新                                           | 萬代頻道     | 第1話免費，第2話起需付費 付費會員可全部收看 |
| 2015年4月10日－10月2日 | 星期五 12時00分 更新                                           | GYAO！       | 第1話免費，第2話之後1週內免費               |

| 播放地區 | 播放電視台 | 播放日期                      | 當地播放時間（UTC+8）               | 所屬聯播網  | 備註                  |
| -------- | ---------- | ----------------------------- | ----------------------------------- | ----------- | --------------------- |
| 臺灣     | Animax     | 2016年12月10日－2017年1月2日  | 每天 19時30分－20時00分             | 有線電視    | 含中文配音 有重播時段 |
| 臺灣     | Animax HD  | 2017年2月7日－3月2日          | 每天（週六以外） 20時30分－21時00分 | 中華電信MOD | 含中文配音 有重播時段 |
| 香港     | Animax     | 2016年12月26日－2017年1月31日 | 星期一至二 20時00分－21時00分       | －          | －                    |

### BD／DVD
| 卷數 | 發行日期       | 収錄話         | 規格編號   | 規格編號   |
| 卷數 | 發行日期       | 収錄話         | BD         | DVD        |
| ---- | -------------- | -------------- | ---------- | ---------- |
| 1    | 2015年6月24日  | 第1話～第3話   | VPXY-71391 | VPBY-14421 |
| 2    | 2015年7月22日  | 第4話～第6話   | VPXY-71392 | VPBY-14422 |
| 3    | 2015年8月26日  | 第7話～第9話   | VPXY-71393 | VPBY-14423 |
| 4    | 2015年9月16日  | 第10話～第12話 | VPXY-71394 | VPBY-14424 |
| 5    | 2015年10月21日 | 第13話～第15話 | VPXY-71395 | VPBY-14425 |
| 6    | 2015年11月25日 | 第16話～第18話 | VPXY-71396 | VPBY-14426 |
| 7    | 2015年12月23日 | 第19話～第21話 | VPXY-71397 | VPBY-14427 |
| 8    | 2016年1月20日  | 第22話～第24話 | VPXY-71398 | VPBY-14428 |

### 網路廣播
以『!!』為標題，2015年4月9日至9月24日在animateTV發佈。毎個月的第2個和第4個星期四更新。主持人為江口拓也（剛田猛男 役）、島崎信長（砂川誠 役）。

## 真人電影
2015年10月31日於日本公開首映，河合勇人執導，鈴木亮平主演，東寶發行。消息於上映之前的2015年7月8日公開。
取景及拍攝地點在宮城縣仙台市的各所和柴田郡。DVD與Blu-ray於2016年4月27日發行，發行商與電視動畫版相同，由VAP發行。台灣於2016年6月3日上映。

### 演員
- 剛田猛男：鈴木亮平（台灣配音：馬伯強）
- 大和凛子：永野芽郁（台灣配音：林筱玲）
- 砂川誠：坂口健太郎（台灣配音：李世揚）
- 菜菜子：森高愛（台灣配音：馮艾玫）
- 小步：高橋春織（日语：高橋春織）（台灣配音：陶敏嫻）
- 千春：恒松祐里（台灣配音：馮艾玫）
- 栗原修：健太郎（台灣配音：官志宏）
- 信行：篠田諒（台灣配音：蔣鐵城）
- 稻垣：小松直樹（台灣配音：何志威）
- 向凜子泡妞的男子：中尾明慶（台灣配音：李世揚）
- 加賀見：高田里穗（台灣配音：陶敏嫻）
- 剛田猛男（幼年）：富田海人（台灣配音：陶敏嫻）
- 砂川誠（幼年）：堀越太耀（台灣配音：馮艾玫）
- 池谷伸枝（日语：池谷のぶえ）
- 安井順平（日语：安井順平）
- 製菓材料店的店員：綠友利惠（日语：緑友利恵）（台灣配音：馮艾玫）
- 烘焙屋店主：涉川清彥（日语：渋川清彦）（台灣配音：蔣鐵城）
- 長田拓郎（長田）
- 剛田百合子：鈴木砂羽（日语：鈴木砂羽）（台灣配音：馮艾玫）
- 剛田豐：寺康文（台灣配音：官志宏）

### 製作人員
- 原作：「俺物語！！」（作畫：或子、原作：河原和音）
- 導演：河合勇人
- 編劇：野木亞紀子
- 音樂：岩崎太整
- 企劃製作：佐藤貴博
- 製作：中山良夫（日语：中山良夫）、渡邊直樹、市川南（日语：市川南 (映画プロデューサー)）、堀義貴（日语：堀義貴）、藪下維也、澤桂一、由里敬三、熊谷宜和
- 總製作人：奧田誠治（日语：奥田誠治 (映画プロデューサー)）
- 執行製作人：門屋大輔
- 製作人：田中正、山本章、佐藤讓
- 攝影：足立真仁
- 照明：市川德充
- 美術：古積弘二
- 錄音：日下部雅也
- 編輯：瀧田隆一
- VE：佐藤隆彥
- 裝飾：熊谷昇悟
- 服裝：遠藤良樹
- 髮型設計：本田真理子、宮內三千代
- VFX監修：高橋直太郎
- 場記：增田千尋
- 角色分配：杉野剛
- 助理導演：木之本豪
- 製作擔當：星野友紀
- 助理製作人：西尾沙織
- 配給：東寶
- 製作公司：日活、Django-film
- 企劃、製作幹事：日本電視台
- 製作：「俺物語！！」製作委員會（日本電視台、集英社、東寶、Horipro、讀賣電視台、株式會社VAP、日活、D.N. Dream Partners（日语：D.N.ドリームパートナーズ）、札幌電視台、宮城電視台、靜岡第一電視台、中京電視台、廣島電視台、福岡放送）

## 外部連結
漫畫
- 別冊Margaret公式官網：連載作品介紹『俺物語！！』 （页面存档备份，存于） （日語）
- http://ebook.itmedia.co.jp/ebook/articles/1206/13/news012.html （页面存档备份，存于） （日語）

電視動畫
- 電視動畫『俺物語！！』公式官網 （页面存档备份，存于） （日語）
- 電視動畫「俺物語！！」的X（前Twitter） （日語）

真人電影
- 真人電影『俺物語！！』公式官網 （日語）
- 映画『俺物語!!』公式的X（前Twitter） （日語）
- 俺物語！！ （页面存档备份，存于） （日語）－allcinema（日语：allcinema）
- 俺物語！！ （页面存档备份，存于） （日語）－KINENOTE
- 俺物語！！ （页面存档备份，存于） （日語）－電影.com（日语：映画.com）
- 俺物語！！ （页面存档备份，存于） （日語）－Movie Walker（日语：Movie Walker）